# 桔梗駅
桔梗駅（ききょうえき）は、北海道函館市桔梗3丁目にある北海道旅客鉄道（JR北海道）函館本線の駅である。駅番号はH73。電報略号はキケ。事務管理コードは▲140103。快速「アイリス」の停車駅だった。

## 歴史

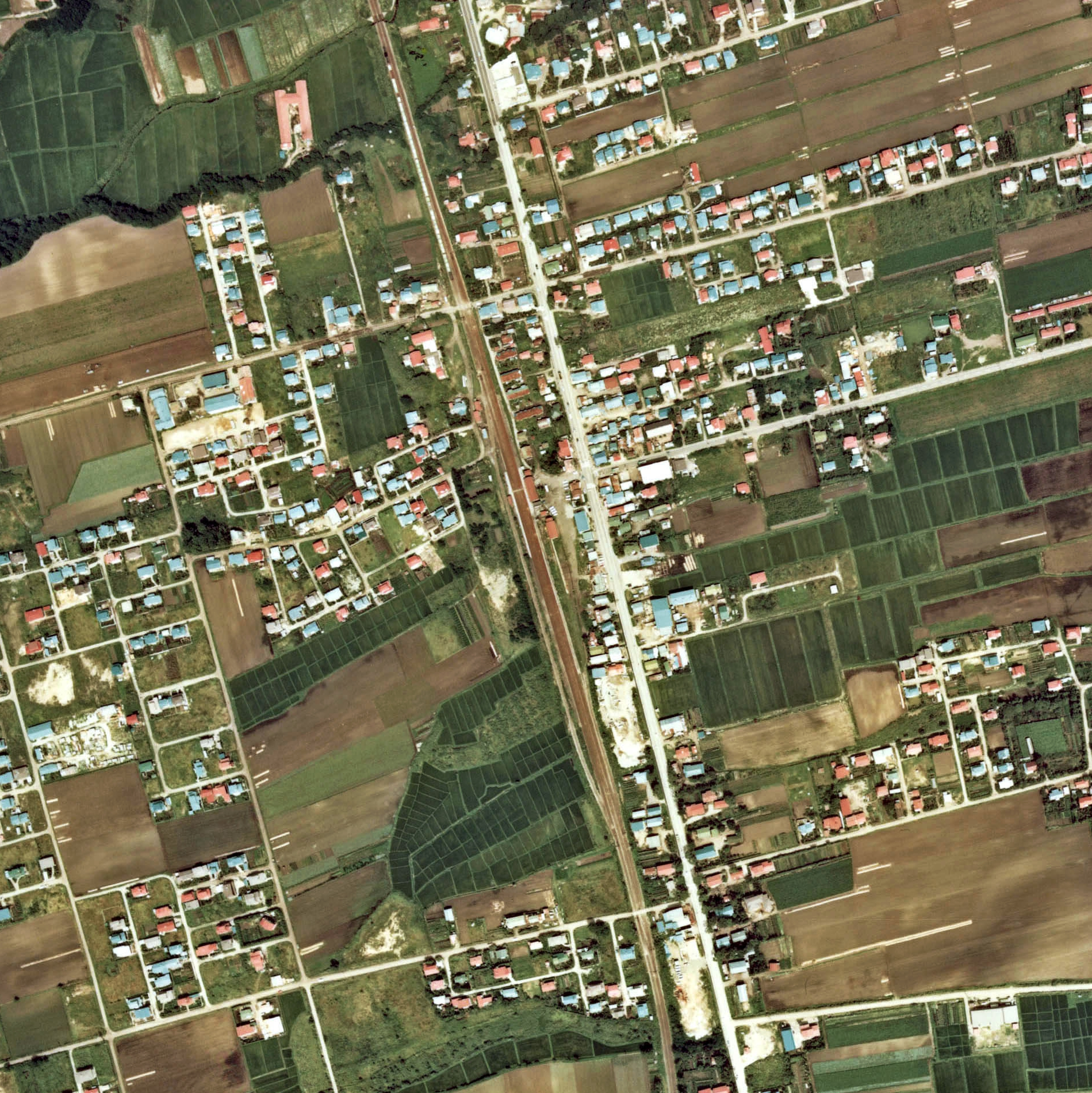
1976年の桔梗駅と周囲約1 km範囲。下が函館方面。貨物取扱廃止で駅舎横函館側の貨物ホーム前の引込み線は撤去され、途中までが保線用として残されている。一方、駅裏の貨物積卸線は待避線として残されている。

- 1902年（明治35年）12月10日：北海道鉄道の函館駅（初代・後の亀田駅、1911年廃止） - 本郷駅（現：新函館北斗駅）間開通に伴い、同線の駅として開業[4]。一般駅[5]。
- 1907年（明治40年）7月1日：北海道鉄道の国有化に伴い、国有鉄道に移管[5]。
- 1909年（明治42年）10月12日：国有鉄道線路名称制定に伴い、函館本線の駅となる。
- 1944年（昭和19年）9月30日：函館本線 五稜郭駅 - 当駅間が複線化[6]。
- 1949年（昭和24年）6月1日：日本国有鉄道法施行に伴い、日本国有鉄道（国鉄）に移管。
- 1962年（昭和37年）9月4日：函館本線 当駅 - 七飯駅間が複線化[6]。
- 1972年（昭和47年）3月15日：貨物扱い廃止[7]。
- 1976年（昭和51年）
  - 11月23日：跨線橋設置、同日渡橋式を実施[8][7]。
  - 12月10日：駅前に開業75年記念碑を建立。青函トンネルの早期完成を願って、日本鉄道建設公団から吉岡坑口産出の凝灰岩を買い入れ、D51 611の動輪を組み合わせて作られている[9]。
- 1981年（昭和56年）
  - 11月26日：全国花いっぱいコンクール優秀賞受賞[8]。
  - 12月10日：開業80年記念入場券を限定5000枚で発売。同月13日に完売[8]。
- 1984年（昭和59年）2月1日：荷物扱い廃止[7]。
- 1987年（昭和62年）4月1日：国鉄分割民営化に伴い、北海道旅客鉄道（JR北海道）の駅となる[5]。
- 1989年（平成元年）12月29日：駅舎改築[7]。
- 1998年（平成10年）4月1日：業務委託駅となる（ジェイ・アールはこだて開発委託）。
- 2007年（平成19年）10月1日：JR北海道の駅が駅ナンバリングを実施[10]。
- 2014年（平成26年）10月1日：ジェイ・アールはこだて開発が北海道キヨスクに吸収合併され、法人格消滅[11]のため、受託会社が北海道ジェイ・アール・サービスネットに変更となる。
- 2016年（平成28年）3月26日：北海道新幹線新青森駅 - 新函館北斗駅間開通に伴い、当駅を含む函館本線の五稜郭駅 - 新函館北斗駅間が電化（交流20,000 V・50 Hz）。
- 2024年（令和6年）
  - 3月15日：みどりの窓口の営業を終了[1][12]。
  - 3月16日：終日無人化[1][13]。ICカード「Kitaca」の利用が可能となる[14][15][16]。

### 駅名の由来
当駅の所在する地名より。同地はかつて駅附近にキキョウが群生し近郷の住人から「桔梗野」と呼ばれた。これが1872年（明治4年）に村名となり、駅名とされた。

## 駅構造
相対式ホーム2面2線を有する複線区間の地上駅。互いのホームは両ホーム北側を結んだ跨線橋で連絡している。また雪かき車などの特殊な車両を待機させるための側線を1線有する。
五稜郭駅管理の無人駅である。無人化される前は北海道ジェイ・アール・サービスネットが駅業務を受託する業務委託駅で、みどりの窓口が設置されていた。
かつては単式ホーム・島式ホーム（片側乗降不可）複合型の2面2線に中線を有する配線であった。この中線は上り貨物専用の、乗降不可となっている島式ホームの外側の線は下り貨物専用の待避線となっていた。そのほかに上り本線の函館方から駅舎側に分岐する側線、上り副本線と下り本線の間の旭川方、上り本線と下り本線の間の函館方に渡り線を有していた。

### のりば
| 番線 | 路線      | 方向 | 行先               |
| ---- | --------- | ---- | ------------------ |
| 1    | ■函館本線 | 上り | 函館方面           |
| 2    | ■函館本線 | 下り | 新函館北斗・森方面 |

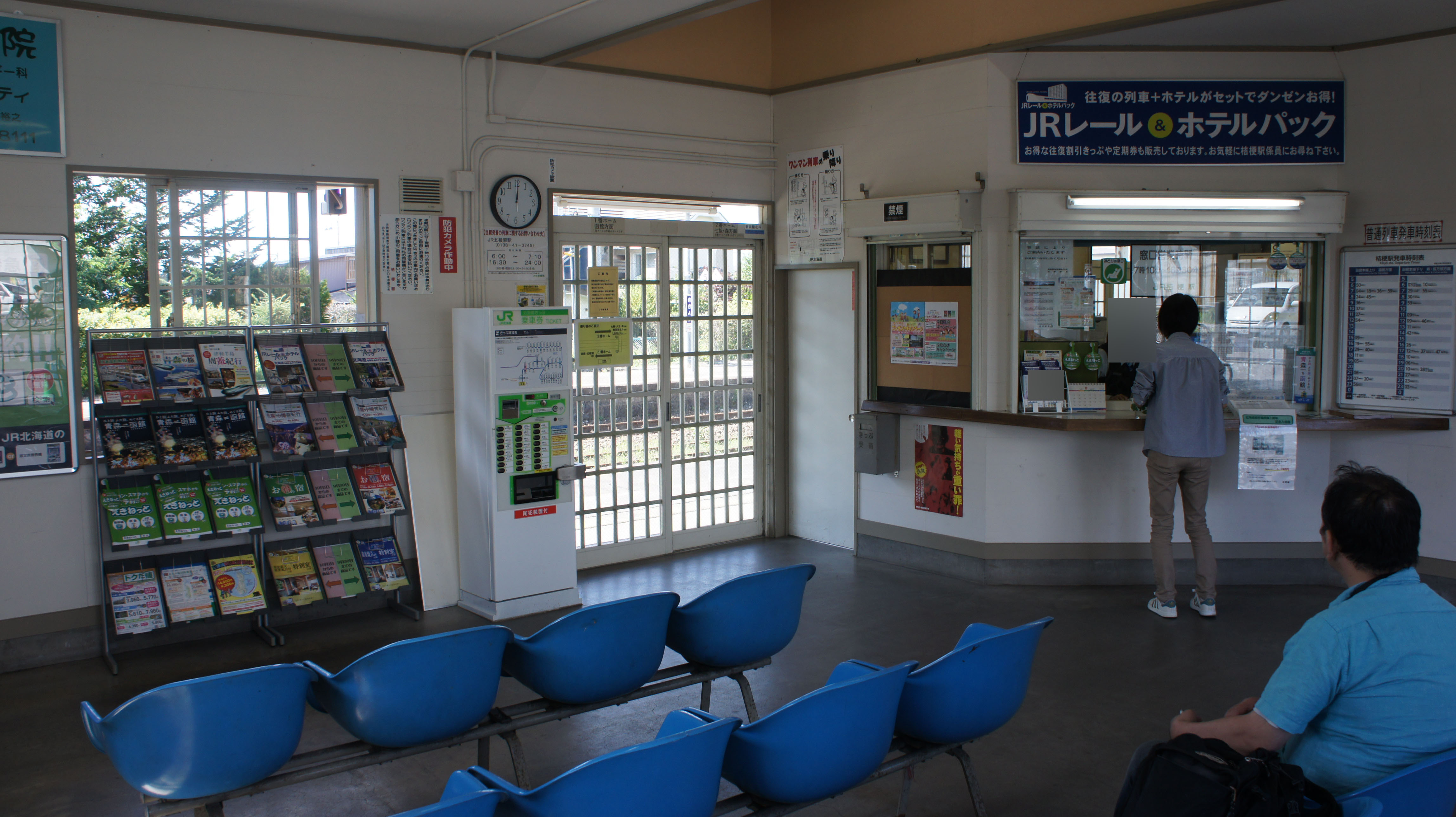
改札口（2017年8月）
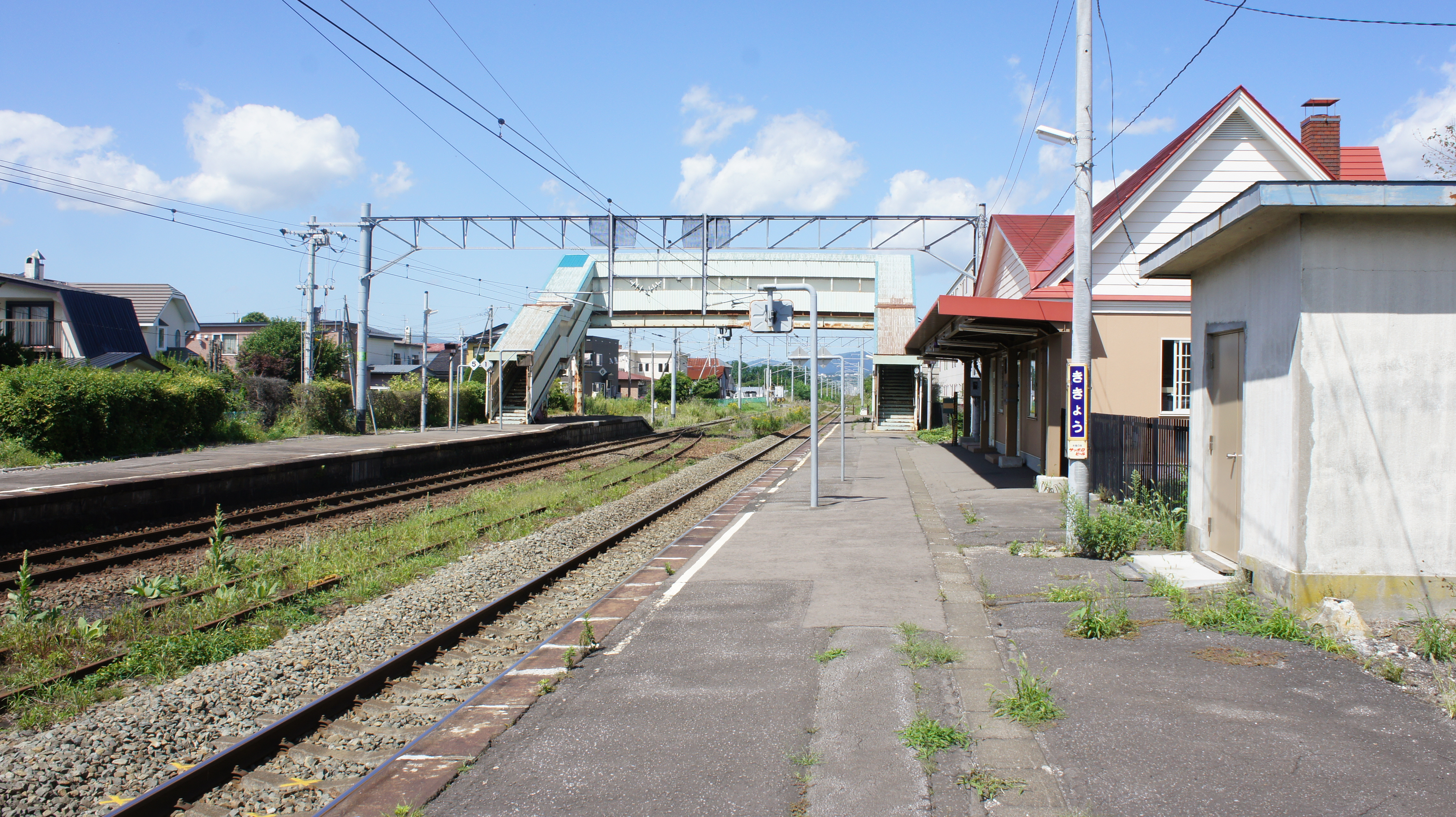
ホーム（2017年8月）
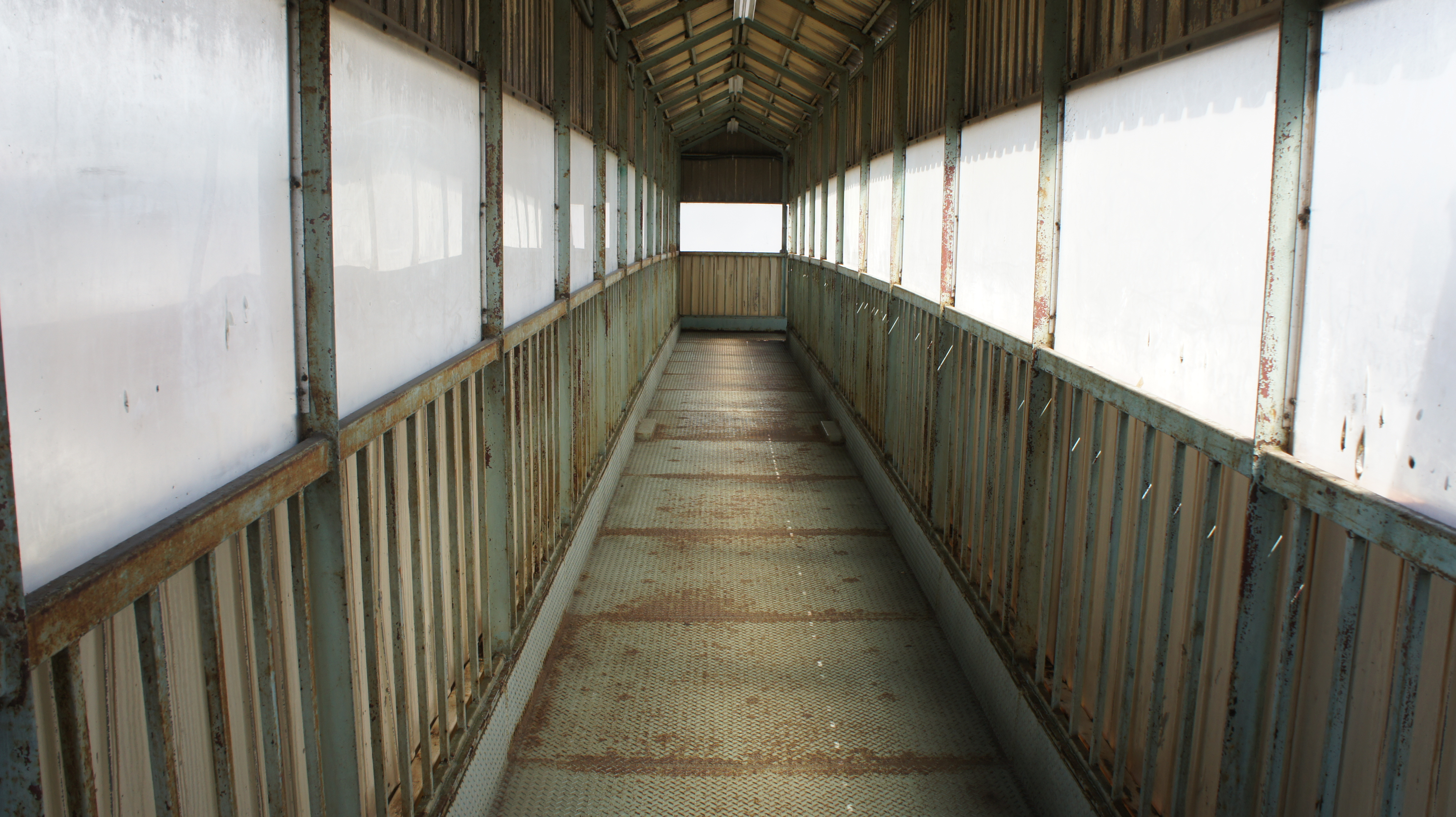
跨線橋（2017年8月）

## 利用状況
乗車人員の推移は以下のとおり。年間の値のみ判明している年については、当該年度の日数で除した値を括弧書きで1日平均欄に示す。乗降人員のみが判明している場合は、1/2した値を括弧書きで記した。
また、「JR調査」については、当該の年度を最終年とする過去5年間の各調査日における平均である。
| 年度               | 乗車人員 | 乗車人員 | 乗車人員 | 出典          | 備考                   |
| 年度               | 年間     | 1日平均  | JR調査   | 出典          | 備考                   |
| ------------------ | -------- | -------- | -------- | ------------- | ---------------------- |
| 1931年（昭和06年） |          | 93       |          | [ 20 ]        |                        |
| 1951年（昭和26年） |          | 423      |          | [ 20 ]        |                        |
| 1961年（昭和36年） |          | 491      |          | [ 20 ]        |                        |
| 1971年（昭和46年） |          | 668      |          | [ 20 ]        |                        |
| 1975年（昭和50年） |          | 820      |          | [ 20 ]        |                        |
| 1976年（昭和51年） |          | 1,000    |          | [ 20 ]        |                        |
| 1978年（昭和53年） |          | 600      |          | [ 20 ] [ 21 ] |                        |
| 1980年（昭和55年） |          | 514      |          | [ 20 ]        |                        |
| 1981年（昭和56年） |          | 247      |          | [ 22 ]        | 1日平均乗降人員：494   |
| 1992年（平成04年） |          | 659      |          | [ 18 ]        | 1日平均乗降人員：1,318 |
| 2008年（平成20年） |          | 330      |          | [ 23 ]        |                        |
| 2009年（平成21年） |          | 310      |          | [ 23 ]        |                        |
| 2010年（平成22年） |          | 310      |          | [ 23 ]        |                        |
| 2011年（平成23年） |          | 310      |          | [ 24 ]        |                        |
| 2012年（平成24年） |          | 321      |          | [ 24 ]        |                        |
| 2013年（平成25年） |          | 328      |          | [ 24 ]        |                        |
| 2014年（平成26年） |          | 325      |          | [ 24 ]        |                        |
| 2015年（平成27年） |          | 320      |          | [ 24 ]        |                        |
| 2016年（平成28年） |          | 320      |          | [ 25 ]        |                        |
| 2017年（平成29年） |          | 313      | 318.6    | [ 25 ] [ 26 ] |                        |
| 2018年（平成30年） |          | 296      | 300.4    | [ 27 ] [ 28 ] |                        |
| 2019年（令和元年） |          | 268      |          | [ 29 ]        |                        |
| 2020年（令和02年） |          | 201      |          | [ 30 ]        | コロナ禍の影響による   |

## 駅周辺
- 函館インターチェンジ・函館ジャンクション（函館新道・函館江差自動車道・函館新外環状道路）
- 国道5号 - 当駅附近から七飯駅まで続く赤松並木が有名で「赤松街道」と呼ばれている[17]。
- 函館桔梗郵便局
- 渡島信用金庫赤松街道支店
- 北洋銀行桔梗支店
- 函館市亀田農業協同組合（JA函館市亀田）桔梗支店
- 大阪王将函館桔梗店
- 函館バス「桔梗」停留所[31]
- コープさっぽろ桔梗店
- ファッションセンターしまむら桔梗店

## その他
- 台湾出身の歌手、S.H.Eの曲「他還是不懂」（2004年）のプロモーションビデオロケーションに当駅やその付近などが使用された。

## 隣の駅
北海道旅客鉄道（JR北海道）
■函館本線

五稜郭駅 (H74) - 桔梗駅 (H73) - 大中山駅 (H72)